# 表徵 (藝術)

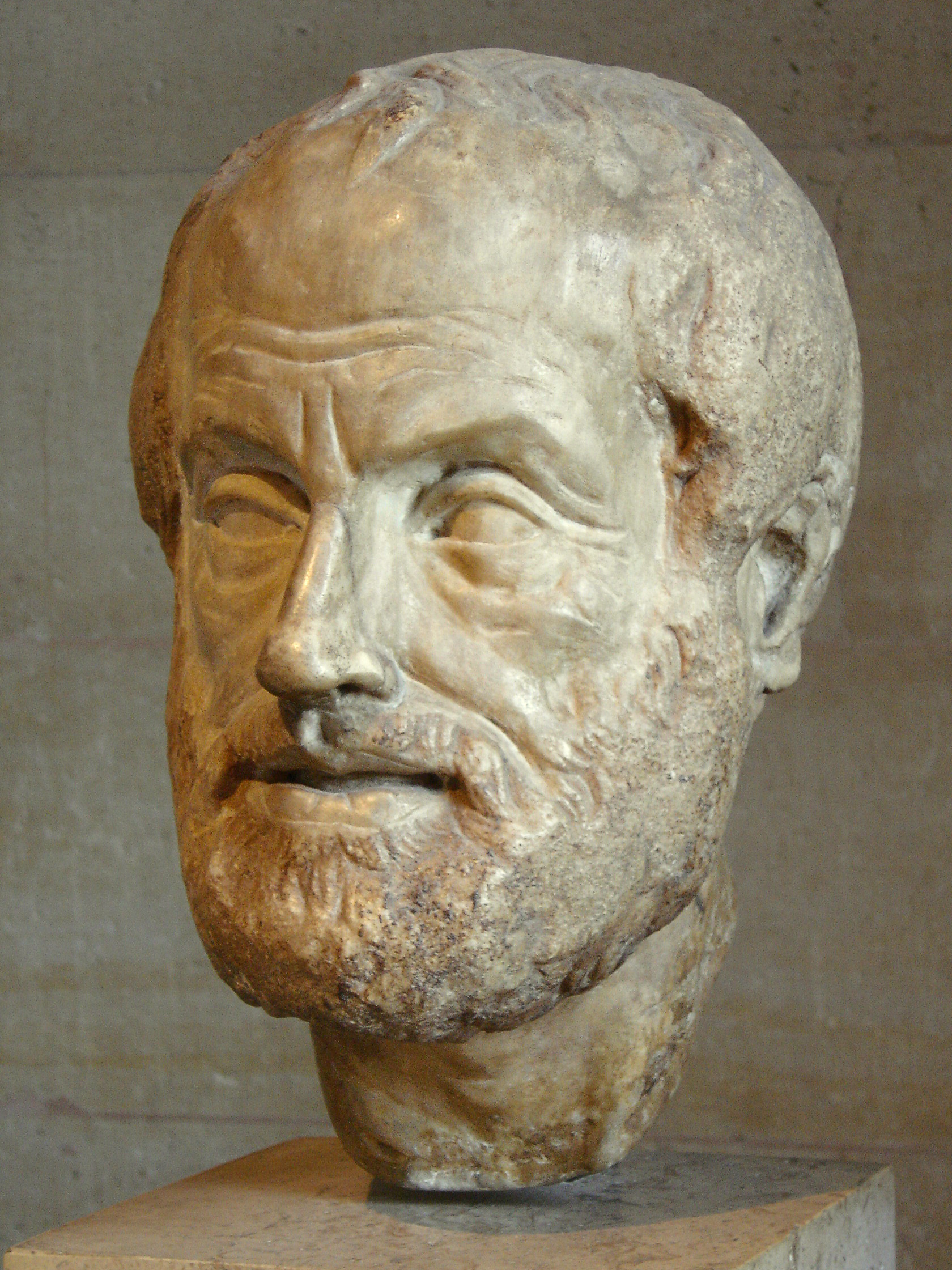
希腊哲学家亚里士多德半身像

表徵（英語：representation，又稱再現、表現、表象等）是使用符号来代表和代替其他事物。古今的许多哲学家認為人類是“具象动物”或符号动物，其独特特征是能夠創造和使用符号，即用來“代表”或“代替”其他事物的東西。正是藉助表征，人们以命名要素来组织世界和现实。其中符號被排列以形成语义结构和表达关系。
表征与美学（艺术）和符號學（符号）有关。米切尔说：“表征是非常有弹性的概念，它能够从代表一个人的石头一直延伸到代表几个都柏林人生活中一天的小说”。
“表徵”一词具有多种含义和解释。在文学理论中，「表徵」也稱為「表現」「再現」，通常以三种方式定义：
1. 看起来像或相似
2. 代表某事或某人
3. 第二次呈现、再次呈现[2]

对表征的反思始于柏拉图和亚里士多德思想中的早期文学理论，并已演变成语言、索绪尔理論和传播学研究的重要组成部分。

## 歷史

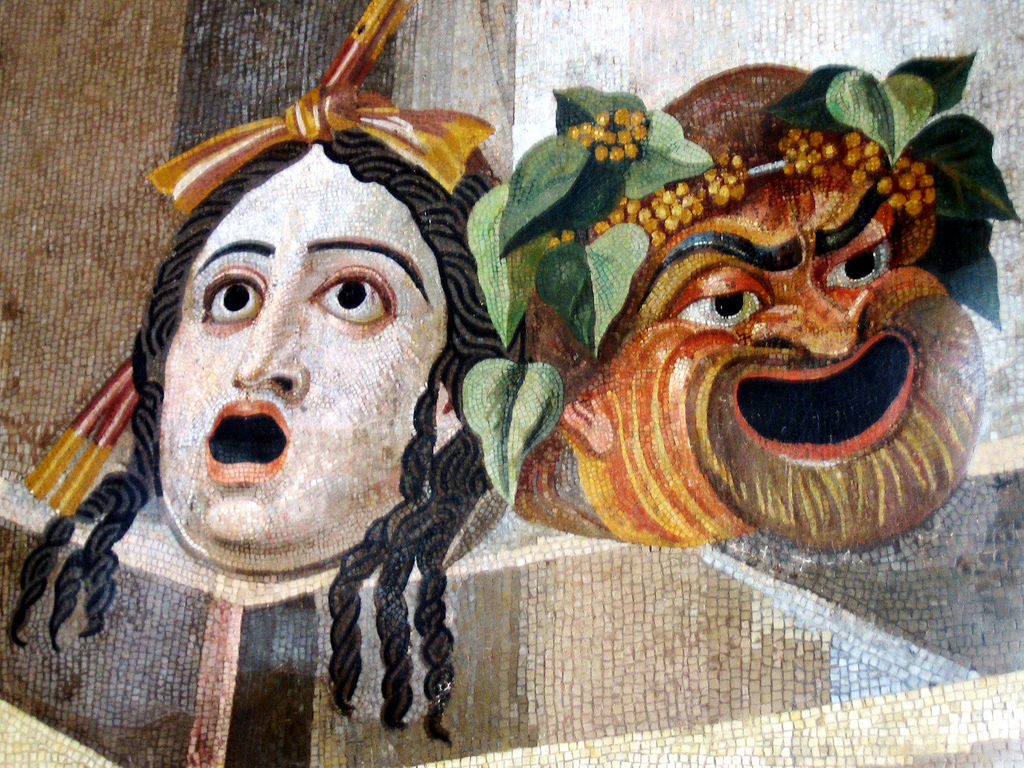
哈德良别墅马赛克中描绘的希腊戏剧面具

表征（再现、表现）自古以来就在理解文学、美学和符号学方面发挥着核心作用。柏拉图和亚里士多德是早期西方文学理论的关键人物，他们认为文学只是一种表现形式。例如，亚里士多德认为每一种表现方式，无论是言語的、视觉的还是音乐的，都是人类的天性。因此，將人类區別於其他動物的是创造和使用符号的能力。亚里士多德认为模仿是人类天性，因此认为表征对于人们在世界上学习和生存必要的。
相比之下，柏拉图對表徵的態度更為謹慎。他认识到文学是生活的表现，但也认为表现介于观众和现实之间。它创造了幻象世界，使人远离“真实”。因此，柏拉图认为，由于可能培养反社会情绪或有模仿惡行的危险，因此需要對表現進行控制和监视。
亚里士多德還認為表現绝对是人类的活动。从孩提时代起，人就有表现的本能，在这方面，人与其他动物不同，人更善于模仿，并且通过模仿事物来学习第一课。亚里士多德以三种方式讨论表征——
1. 对象：被表示的符号。
2. 方式：符号的表示方式。
3. 媒介：用来表示它的材料。

文学表现的媒介是語言。表现的一个重要部分是材料和它所代表的东西之间的关系。由此产生的问题是，“一块石头可以代表一个人，但如何代表呢？这种对表示的理解是通过什么以及通过怎样的合意发生的？”
人必須通过现实的表徵，也就是藉由文本、话语、图像来理解现实，因為人無法直接或不經媒介地進入现实。但是，人只能通过表象看到现实，并不意味着人完全看不到现实。现实总是比任何表征系统所能理解的更广泛、更复杂，我们总是感觉到，表征永远無法“達到”现实，这就是为什么人类历史产生了如此多的、不断更迭的方式来试图接近現實。
因此，在整个人类文化史上，人们对语言表达现实的能力感到不满，并因此发展出新的表达方式。由於人们只能通过表征来了解现实，人們始終必要构建新的看待现实的方式。由此产生了不同的、不斷更迭的理论和表现模式，例如抽象、现实主义和现代主义等。

## 當代的表徵理論
在柏拉图的警告下，现代许多人都意识到政治和意识形态问题及其對表徵的影响。将表征与文化和产生它们的社会分开是不可能的。當今世界存在諸多对主题的限制，限制了允许使用的表徵符号的种类，也對哪些觀眾能觀看何種特定表現形式作出了限制。電影分級制度中的M级和R级电影就是此类限制的一例，这也顯示出社会试图限制和修改表征，以提倡特定的意识形态和价值观。尽管有这些限制，表征仍有能力在公共领域发挥自己的生命力，且不能被赋予明确或具体的含义；因为意图与实现、原本与副本之间总是存在差距。
因此，对于上述每个定义，都存在一个通訊過程，即訊息的发送和接收。这样的通讯和表徵系统中，難免出现潜在的问题：误解、错误和谎言。表徵的准确性绝不能得到保证，因为它们在一个符号系统中运行，而这个系统永远不能脱离其他符号或文化因素而发挥作用。例如，對表徵的解释和阅读在一套解释规则体系的中发挥作用，并且在社会中，许多这些編碼或惯例都是被默許的，并且由來已久。然而，这种理解并非一成不变，它可能会随着时间、地点、民族和背景的不同而发生变化。但是，这种“同意”或对代表性的理解是如何发生的？符号学家普遍认为，表征关系可以分为三種：像似符號（icon）、指示符號（index）和規約符號（symbol）。
例如，物体和人没有固定的意义，它们的意义是人类在其文化背景下塑造的，因为人類有能力使事物具有意义或表示某些东西。这种看待表征的方式着重于理解语言和知识生产系统如何创造和传播意义。表征只是构建这些意义的过程。与後結構主義者的方式大致相同，这种理解表徵的方式将其视为比任何单一表徵都更大的东西。另一個與之類似的观点是将表征视为更大领域的一部分，正如米切尔所说：“......表征（在记忆中、在口头描述中、在图像中）不仅‘调和’我们的知识（关于奴隶制和许多其他事物），而且阻碍、碎片化和否定这些知识”，他建议从只將表徵看作“对象表示”的观点，转向关注表徵的生產、评估、查看和交换的关系和过程。
在中文裏，一詞常譯作「再現」或「表徵」，此外也有「表現」「表象」等譯法。其中，21世紀前更通行的譯法是「再現」。「再現」意即「再次呈現」，與其他包含（呈現）的詞語，如“共现”（appresentation）、“代现”（re-presentation） 、“元再现”（meta-presentation）、“再再现”（re-representation），構成了整齊的系列。而「表徵」在引入社會科學之前原本是理工科詞語的翻譯。不過在20世紀，「表徵」也有作為的中譯的用例。
但是，2003年，伯明翰学派学者斯圖亞特·霍爾的文集《表征：文化表象与意指实践》（Representations: Cultural Representations and Signifying Practices）簡體中文譯本出版。译者徐亮与陆兴选用了“表征”一詞。譯者指出霍爾的有兩種意思：
- 描绘与摹状某事物，通过描绘而想起它，例如一幅画表征了该隐对亚伯的谋杀
- 代表或象征我们想要传达的意义，例如基督教的十字架表征了基督的受难和受刑

而對於第二種情況，譯者認為「再現」就不夠準確了，因此雖然承認可能有爭議，但仍選用了「表徵」一詞暫時「姑且」。該譯本影響極大，後來「表徵」幾乎全面取代了「再現」的譯法。符號學學者赵毅衡指出，並非所有都是文化權力衝突的徵象；他基於徐亮与陆兴的譯法主張，表意功能上的應譯作「再現」，而文化研究中的含有文化權力衝突意味的應譯作「表徵」。

## 皮爾士與表徵

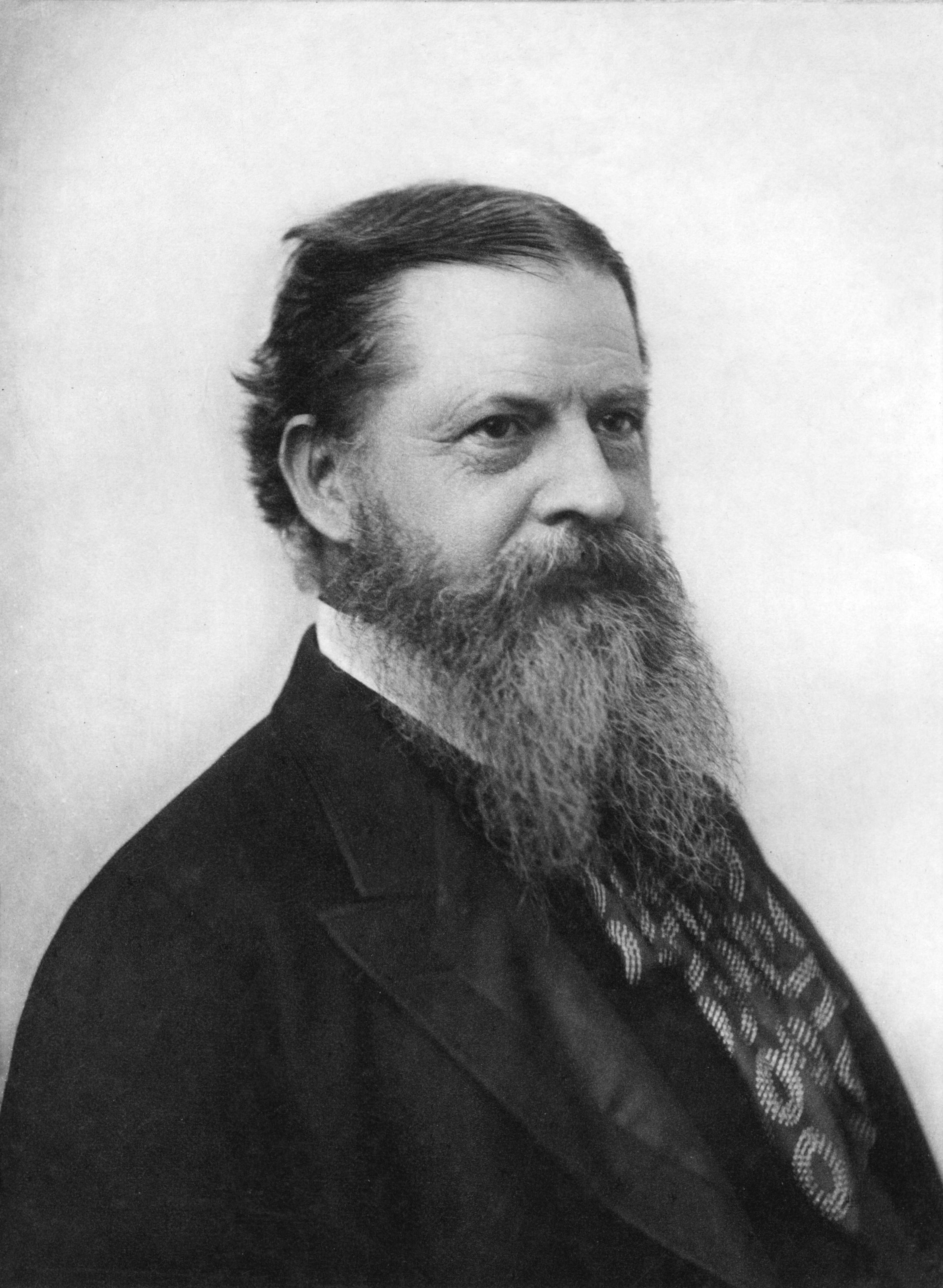
查尔斯·桑德斯·皮尔士

查尔斯·桑德斯·皮尔士（Charles Sanders Peirce，1839–1914）是一位创新性和頗有成就的逻辑学家、数学家兼科学家，创立了哲學实用主义。皮尔士的中心思想集中在逻辑和表征上。

### 符号学和逻辑
皮尔士将作为逻辑本身的哲学逻辑与逻辑的数学区分开来。他认为逻辑（本身）是哲学的一部分，是美学和伦理学之后的规范领域，比形而上学更基础，并且是设计研究方法的艺术。他认为，更一般地说，作为推理，“逻辑根植于社会原则”，因为推理取决于立场，而从某种意义上说，立场是无限的。
皮尔士认为逻辑是形式符号学，它是最广泛意义上的符号的形式研究，符號不仅包括人工的、语言的或符号的符号，还包括表象或指示性的符号，例如反应。他认为“整个宇宙都充满了符号，甚至是完全由符号组成”，以及它们的表征和推理关系，可以通过心灵或准心灵（任何功能類似於心灵的东西，尽管实际上可能不是）來解釋；这里的重点是一般的符號动作，而不是心理学、语言学或社会研究。
他认为，由于所有思想都需要时间，“所有思想都在符号中”和符号过程中（“指号过程”）并且符号过程的三个不可简化的元素是（1）符號，（2）對象，符号的主题，符号所代表的事物，可以是任何想得到的东西——品質、残酷的事实，或法律——甚至是虚构的（哈姆雷特王子），以及（3）解釋項，这是符号的意义或衍伸形成的概念或效果，即进一步的符号，例如翻译。即一个符号的表示是基於相似性或不依賴於解释的事实，该符号也是一个符号，因为它至少有可被解释的潛力。一个符号依赖於它的对象的，這種依賴允許（且在某种意义上决定）符號被解釋，形成一个解释项，而解释项又依赖于符号和对象，就像符号依赖于对象一样，因此是解釋項又是一個新符號，允許並決定了进一步、再进一步的解释。这个三元的过程在逻辑上得到结构化，使之永存，并且定义了符号、对象和解释项。
一个对象要么（1）是符号的直接對象，即符号所表現的对象，要么（2）是一个动态对象，即对象實際的樣子，而這個實際的樣子是直接對象的基礎。通常所討論的一個對象，比如哈姆雷特或海王星，是特殊的或部分的對象。一个符号的完整對象是對象的论域，即客体归属的那个世界中事物的总和。解释项要么是（1）直接的，例如一个词的通用义，符号中存在的一种解释品質或可能性，或者（2）动态的，一个实际的解释项，例如一种騷動狀態，或（3）終端的或規範的，它是问题的真正解决，如果思考或探究推得足够远，就能达到这种结果，它是一种规范或理想的終端，实际的解釋項至多只能与此相吻合。
皮尔士说，为了知道一个符号指涉的是什么，头脑需要对符号对象的某种体验，在给定符号或符号系统之外的体验，以及与之相伴随的体验。因此，他谈到了附随经验、附随观察、附随熟知，所有这些都使用了几乎相同的术语。例如，艺术作品既可以利用观众体验的丰富性，也可以利用觀眾體驗的局限性；一位小说家在撰寫影射小说时，會假定一般讀者沒有親身接觸過小說中描繪的真實人物。然後，讀者以慣常的方式將符號和解釋項指向小說所（有意或無意）表現的對象。無論怎樣，對象（無論是性質、事實或規律，甚至是虛構的）都通過人們與對象的附隨經驗來決定符號指向的解釋項，附隨經驗中對象是新發現的或被回憶起來的，即使它是與符號所喚起的想像中的對象的經驗，這種情況不僅在虛構作品中會發生，在理論和數學中也會發生，這一切都可能涉及在特定的規則和約束下對對象進行心理實驗。通過附隨經驗，即使是和某個不在場對象偶然地相似的符號，也會受到該對象的決定。
皮尔士认为逻辑分为三个主要部分：
1. 思辨语法（speculative grammar）[20]，与意义性和意义的条件有关。指示元素和组合的研究。
2. 逻辑批评（logical critic）[21]，与有效性，真实表现的条件有关。各种不同的方式的批判论证。
3. 思辨修辞（speculative rhetoric）或方法学（methodeutic）[22]，与決定解释的条件有关。在其相互作用的模式下进行探究的方法论。

1.思辨语法（speculative grammar）。皮尔士所说的这个术语的意思是发现符号如何有意义、符号有哪些种类、它们如何组合，以及一些符号如何体现或包含其他符号等问题之间的关系。在这个广阔的领域内，皮尔士发展了三种相互关联的普遍符号三分法，分别取决于 (1) 符号本身，(2) 符号如何代表其对象，以及 (3) 符号如何为其解释项代表其对象。每个三分法都根据所涉及的现象学范畴进行划分：第一性（感觉的性質，本质上是一元的），第二性（反应或抵抗，本质上是二元的）或第三性（表征或媒介，本质上是三元的）。
1. 质符、单符和型符。任何符号都可以分为以下三种之一：【质符】（qualisign）一种性质或可能性；【单符】（sinsign）一个实际的个体事物、事实、事件、状态等；【型符】（legisign）一种规范、习惯、规则、法律。
2. 像似符号、指示符号和规约符号。任何符号的表意都是借助以下三种形式之一：【像似】（icon）与对象的相似性；【指示】（index）与对象的事实关联；【规约】（symbol）指涉对象的解释习惯或规范。
3. 呈符、申符和论符。任何符号都可以解释为以下三种之一：【呈符】（rheme）类似于术语，以性质方面代表其对象；【申符】（dicisign）类似于命题，以事实方面代表其对象；【论符】（argument）论证性的，以习惯或法则方面来代表其对象。这就是作为推理构建块的符号的三分法。

不同三分法的一些（但不是全部）符号类别是相互交叉的。例如，质符一定是像似符号，而不会是指示或规约符号。他认为在这三个通用的三分法的逻辑定义下，只存在十类符号。他認為還存在更多这样的通用的三分法。此外，一些符号需要其他符号才能体现。比如说，一个型符，如英文单词“the”，需要借助一个单符才能被表达出来。另一种组合形式是附加或包含：指示符号可以附加到或包含于像似符号或规约符号中。
皮尔士将标签、图例或其他附加在像似符号上的指示符号与一般的像似符号分别开来，称为“亚像似符”（hypoicon），并将亚像似符分为三类：(a)图像（image），依赖于简单的性质； (b)图表（diagram），其内部关系（主要是二元关系或类似二元关系）通过类比表示另一事物之中的关系； (c)隐喻（metaphor），通过表示另一事物的平行关系来表示出某一符号的代表特征。图表可以是几何的，也可以包含在代数表达式的数组中，甚至可以是“所有的___都是___”这样的日常表达，因为它与其他图表类似，可以转换成逻辑或数学形式。
2.逻辑批评（logical critic）或逻辑本身（logic proper）。这是皮尔士所讲的日常意义上的逻辑。对于皮尔士来说，其主要目标是对论证（argument）进行分类并确定每种论证的有效性和效力。他看到了三种主要模式：溯因推理（猜测，对假设解释的推理）、演绎和归纳。一件艺术作品可以体现一个推理过程，可以成为一个论证（argument），而不是一个明确的论辩（argumentation）。例如，这就是《戰爭與和平》的大部分内容及其结尾部分之间的区别。
3.思辨修辞（speculative rhetoric）或方法学（methodeutic）。对皮尔士来说，它是在对真理的调查、阐述和应用中有效使用符号的理论。其中，皮尔斯对该术语的解释与莫里斯的语用学概念不谋而合。他还称之为“方法学”，因为它是对调查中使用的方法的分析。

### 使用符号和对象
皮尔士得出结论，符号可以通过三种方式来表示对象。它们是他最著名的符号三分法的基础：
- 像似符號（icon）
- 指示符號（index）
- 規約符號（symbol）[27]

像似符號
該术语指藉由相似性来表示的符号，例如肖像和一些绘画，但這種符號也可以是自然的或数学的。像似性與实际连接無關，哪怕它可能是由实际连接而產生的。一个像似符號，只要它的对象不需要实际存在，就是或者体现了一种可能性。一张照片可以視作像似符號，因为它与其对象相似，但由于它与对象的实际联系，也可以认为是一个指示符號（上面附着了像似符號）。同样，一幅写生的肖像也是同理。像似符號的相似性是客观的，独立于解释，但与某种理解方式（如视觉）相关。像似符號未必是感官的；任何东西都可以作为像似符號，例如一个简化的论点（本身是一个复杂的符号）常用作充满细节的论点（另一个符号）的像似符號。
指示符號
皮尔士認為，指示符号藉助事實的聯繫來表意，這種聯繫通常是因果关系。例如，如果我们看到烟，我们会推測：它是某个原因——火灾——產生的结果。如果聯繫是事实的，無論相似性或解释如何，都可視作指示符號。皮尔士通常认为人名和指示词（例如“這個”一詞）也是指示符號，因为尽管作为词它们依赖于解释，但它们是依赖于与其指示对象之間必不可少的事实关系的符號。个人姓名与其命名对象具有实际的历史联系，通常记录在出生证明上；而“這個”这个词就像手指的指向。
規約符號
皮尔士認為，規約符號是指称和意义的习惯或规范。規約符號可以是自然的、文化的，也可以是抽象的和合乎逻辑的。它们作为符号的意義取决于将如何被解释，并且缺乏或已喪失和它们所表示的对象之間的像似性或指示的聯繫，哪怕它在某次出現時可能是符號接收者对這個符號所代表的对象的体验的指示。規約符號由专门的指示的单一符号（indexical sinsign）。一个命题，不考虑其在特定语言中的表达，就已经是一个规约符号，但许多规约符号都是从社会上接受和文化上认同的东西中提取出来的。传统符号，如“马”和“caballo”，规定了它们实例的声音或外观性质（例如，页面上“马”一词的个别用例）基于相当于任意规定的内容。这样的规约符号利用社会中已知和被认可的东西来赋予意义。它可以是口语，也可以是书面语。
例如，我们可以把有四个轮子、四个门、一个引擎，以及座位的大型金属物体称为“汽车”，因为这个词语在我们的文化中是一致的，它使我们能够交流沟通。类似地，作为一个对语言和符号有着共同理解的社会，我们也可以在其他使用中文的社会环境中写下“汽车”一词，且知道它象征什么、代表什么。

## 索绪尔和表征

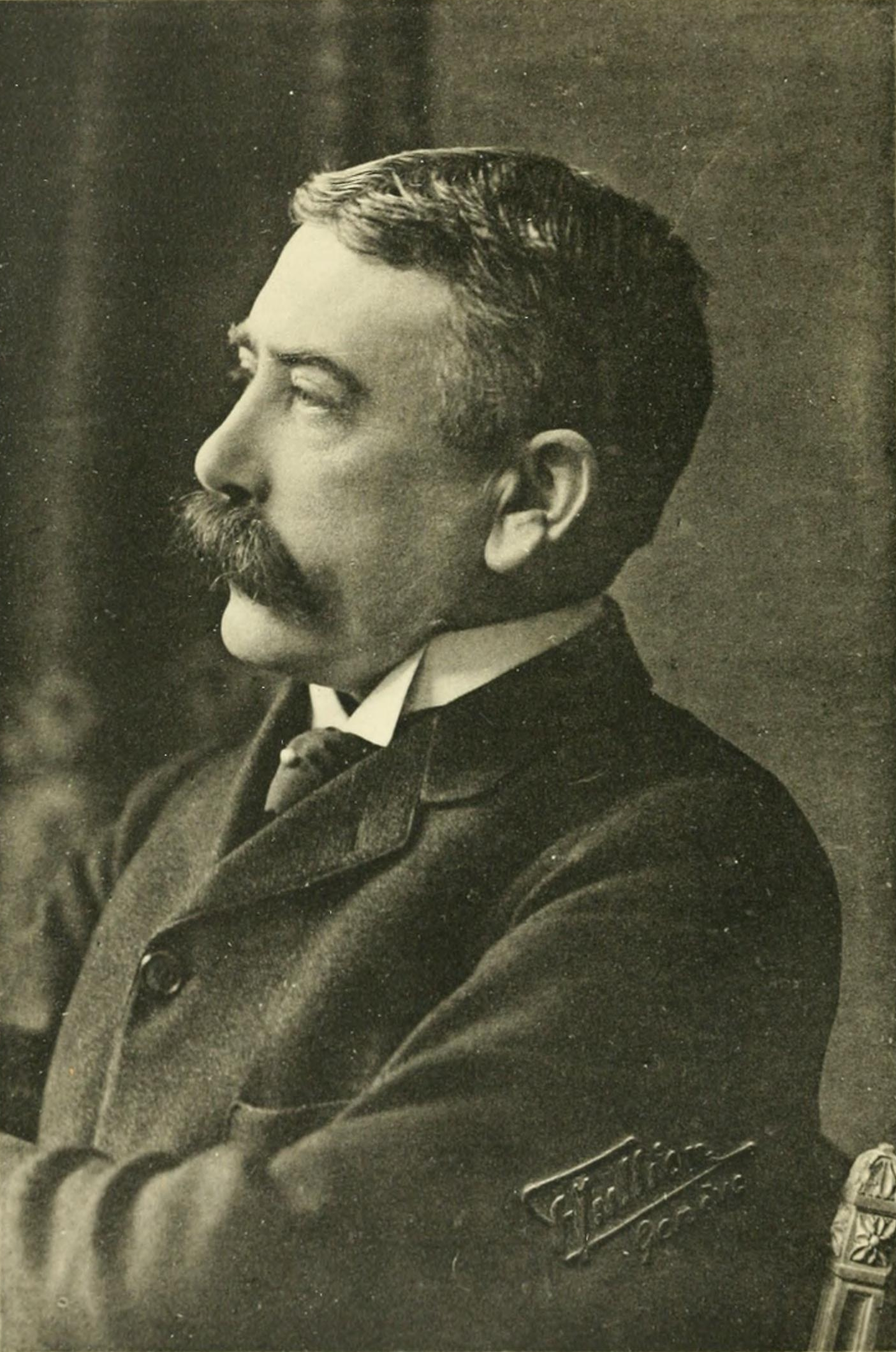
费迪南·德·索绪尔

瑞士语言学家索绪尔（Ferdinand de Saussure，1857–1913）在符号学的发展中发挥了重要作用，他认为语言是一种符号系统，需要理解这些符号系统才能充分理解语言学的过程。符号学研究考察人类用来表达感情、想法、思想和意识形态的符号和表征类型。尽管符号学通常以文本分析的形式使用，但它也涉及表征研究和表征过程。
表征过程（再现过程）的特点是使用我们在精神上或语音上回忆的符号来理解世界。索绪尔说，在一个人能够使用“树”一词之前，她/他必须在心中想象一棵树的概念。
索绪尔认为有两个事物是符号研究的基础：
1. 所指：心理概念；
2. 能指：语言表现、字母或声音的序列、语言实现。

能指是单词或声音；所指是表征。
索绪尔指出，符号：
- 是任意的：能指和所指之间没有必然联系
- 是相关的：我们知道，意义与其他词相关。例如理解理解“上”就要理解“下”，或者理解狗就得理解狗和其他动物（如猫）的关系。
- 构成了我们的世界：“你无法脱离语言。我们存在于符号系统中。”[32]

索绪尔认为，符号的意义实际上是任意的；能指和所指之间没有内在的必然联系。能指是单词或单词的声音，所指是单词或声音的表示含义。例如，当来自澳大利亚等英语国家的人提到“sister”（姐/妹）一词（能指）时，可能会将该词与代表其家庭中同一父母所生的女性（所指）联系起来。而澳大利亚原住民可能会将“sister”一词与他们的亲密朋友联系起来。这意味着，能指的表示含义完全取决于一个人的文化、语言和社会背景。
索绪尔认为，如果文字或声音仅仅是世界上现有事物的标签，那么从一种语言或文化翻译成另一种语言或文化将很容易，但事实是这可能非常困难，这表明文字会触发一个對象或思想的表示含义，而這依賴於能指的發出者。从一种特定语言中的能指表示触发的所指，未必表示另一种语言中的相同所指。即使在一种特定的语言中，许多词指的是同一事物，但代表不同的人对它的解释。一个人可能会把某個个特定的地方称为其“作品”，而其他人则将相同的所指表示为“最喜欢的餐厅”。这也可能受到能指和对象表示方式的历史变化的影响。
索绪尔声称，所有书面语言和字母系统的必要功能是“代表”口头语言。大多数语言都没有表現其音素的书写系统。例如，在英语中，字母“a”在不同詞中可能代表不同的發音。字母“a”在以下每个单词“apple”、“gate”、“margarine”和“beat”中的发音各不相同，因此，一个不知道音素发音的人難以僅通过看字母拼写来正确地發音詞語。单词在纸上的表示方式并不总是单词在语音上的表示方式。这导致了对语音音位的常见错误發音，并表明书写系统並未正确代表单词发音的真实性质。